# 波兰科
波兰科（西班牙語：Polanco），是西班牙坎塔布里亚的一个市镇。总面积13平方公里，总人口3762人（2001年），人口密度289人/平方公里。

## 友好城市
- 法國 布吕日